# Giacomo Bosio
Giacomo Bosio (Chivasso, 1544 – Roma, 2 febbraio 1627) è stato uno storico italiano, appartenente all'Ordine dei Cavalieri Ospitalieri. È zio dell'archeologo maltese Antonio Bosio.

## Biografia
Giacomo Bosio nacque nel 1544 a Chivasso, in una nobile famiglia milanese che aveva già contribuito con molti cavalieri all'Ordine.
Bosio giunse a Roma nel 1587 e fu nominato rappresentante dell'Ordine Ospedaliero della Santa Sede presso il cardinale Gregorio Petrocchini. Approfittò della sua permanenza a Roma per scrivere la storia del suo ordine, sotto il titolo Dell'Istoria della Sacra Religione et Illustrissima Militia di San Giovanni Gierosolimitano. Bosio donò il suo manoscritto a due frati francescani chiamati in Italia i "Grandi Fratelli", che misero la sua opera nella forma oggi nota: quaranta libri raggruppati in tre volumi e stampati in folio a Roma nel 1621, nel 1629/30, nel 1678 e a Napoli nel 1684.
L'opera di Bosio affronta la storia dell'ordine Ospedaliero dalla sua origine fino al 1571 con Jean Parisot de la Valette. La sua storia fu continuata dal fratello Bartolomeo dal Pozzo fino all'anno 1688 e pubblicata prima a Verona nel 1703 in due volumi, poi a Venezia nel 1740 con il titolo Historia della Sacra di religione militare S. Giovanni Gerosolimitano, della Malta. La storia di Bosio è stata tradotta in francese da Pierre de Boissat, aumentata da Jean Baudoin. Il fratello ospitaliero Anne de Naberat completò la vita dei grandi maestri, pubblicato in due volumi in folio a Parigi nel 1643 e anche nel 1659 con i ritratti dei grandi maestri.
Bosio è anche l'autore de La Corona del Cavaliere Gierosolimitano, pubblicata a Roma nel 1588, de La Triomphante e Gloriosa Croce pubblicata a Roma nel 1610 e tradotta in latino con il titolo Crux triumphans nel 1617 e de Le Imagini de' Beati e Santi della Sacra Religione et Illustrissima Militia di Santo Giovanni Gierosolimitano, pubblicato a Palermo nel 1633, e poi a Napoli nel 1653.
Bosio morì nel 1627 a Roma.

## Opere
- La Corona del Cavalier Gierosolimitano (1588)
- Gli Statuti della Sacra Religione di San Giovanni Gierosolimitano (1589)
- Dell'Istoria della Sacra Religione et Illustrissima Militia di San Giovanni Gierosolimitano (1594)
- La Trionfante e Gloriosa Croce (1610)
- Le Imagini de' Beati e Santi della Sacra Religione et Illustrissima Militia di Santo Giovanni Gierosolimitano (1622)